# 悄悄告訴她
《悄悄告訴她》（西班牙語：Hable Con Ella）是2002年西班牙導演佩德羅·阿莫多瓦編導的電影，由哈維耶·卡馬拉、達里奧·葛蘭帝內提、蓮娜·瓦特伶、潔洛汀·卓別林和羅莎莉歐·芙蘿雷斯主演。它獲得2002年奧斯卡最佳原創劇本獎以及2003年金球獎最佳外語片等多項大獎肯定。
電影探討主題包括兩性、孤獨與親密之間溝通的困難，以及超越失去的愛。
2005年，《時代雜誌》影評人理查德·考利斯和理查德·希克將《悄悄告訴她》列入「時代百大電影」名單中。保羅·施拉德則把電影排入他60部經典電影中的第46名。

## 劇情
班尼諾（Benigno，西班牙語意為「善良」或「無惡意的」）和馬可在一場舞蹈表演不期而遇，後又在班尼諾工作的私人診所重逢。班尼諾負責照顧他傾心已久、因車禍陷入昏迷的芭蕾舞學生阿麗西亞，馬可則是一名記者、旅遊作家，到診所探望他被公牛撞傷而昏迷不醒的鬥牛士女友莉蒂亞。隨著兩人徹夜照顧著患者，故事倒敘，述說起他們各自的兩段戀情。馬可遇見了莉蒂亞的舊情人，並被告知，她在發生意外的一個月前已和她的舊情人再續舊情。因此，馬可選擇離開，前往約旦旅行、撰寫旅遊書；在當地，他才從報紙得知莉蒂亞已經死於昏迷。
與此同時，阿麗西亞突然被發現她懷孕了。班尼諾一直深信他和昏迷的阿麗西亞是相愛、可以互相「交流」的，因此被認定有最大嫌疑，遭指控強姦了阿麗西亞，而被遣送到塞哥維亞的監獄服刑。馬可回到西班牙，開始設法幫助班尼諾；然而，班尼諾卻選擇服下大量的藥物，以「逃脫」、和阿麗西亞相聚，隨後死於藥物過量。諷刺的是，阿麗西亞在胎兒出生後奇蹟似的醒了過來。胎兒死產，阿麗西亞則開始復建，逐漸恢復走路能力。馬可承租了班尼諾的公寓，一天往窗外看去時，因眼前的景象大吃一驚；他不知道阿麗西亞已經走出昏迷。在電影最後，場景來到了一場舞蹈表演，馬可坐在阿麗西亞的前兩排，轉回頭向她笑了一下，然後再轉回前方。

## 演員
- 哈維耶·卡馬拉 飾演 班尼諾
- 達里奧·葛蘭帝內提 飾演 馬可
- 蓮娜·瓦特伶 飾演 阿麗西亞
- 羅莎莉歐·芙蘿雷斯 飾演 莉蒂亞
- 潔洛汀·卓別林 飾演 卡塔麗娜（舞蹈老師）
- 碧娜·鮑許 飾演 「穆勒咖啡館」芭蕾舞者
- 瑪露·愛荷度 飾演 「穆勒咖啡館」芭蕾舞者
- 卡耶塔諾·費洛索 飾演 歌手，演唱〈鴿子之歌〉

## 獲獎
- 2002年奧斯卡金像獎
  - 最佳原創劇本獎（佩德羅·阿莫多瓦）
- 英國電影和電視藝術學院獎（BAFTA）
  - 最佳非英語片
  - 最佳原創劇本（佩德羅·阿莫多瓦）
- 曼谷國際影展（金人鳥獎）：最佳電影、最佳導演（佩德羅·阿莫多瓦）
- 凱撒電影獎：最佳外語片
- 歐洲電影獎：最佳電影、最佳導演（佩德羅·阿莫多瓦）、最佳劇本（佩德羅·阿莫多瓦）
- 2003年金球獎
  - 最佳外語片
- 洛杉磯影評人協會：最佳導演（佩德羅·阿莫多瓦）
- 時代雜誌：最佳電影
- 溫哥華影評人協會：最佳外語片

## 外部連結
- 互联网电影数据库（IMDb）上《悄悄告訴她》的资料（英文）
- AllMovie上《悄悄告訴她》的资料（英文）
- 爛番茄上《悄悄告訴她》的資料（英文）
- 豆瓣电影上《悄悄告訴她》的資料 （简体中文）
- Metacritic上《悄悄告訴她》的資料（英文）
- Box Office Mojo上《悄悄告訴她》的資料（英文）